# Maria Brechane
Maria Eduarda Brechane (Rio Grande, 20 de abril de 2004), ou simples Maria Brechane, é uma miss do Rio Grande do Sul que venceu o Miss Brasil 2023. Ela é a 15ª gaúcha a vencer esse concurso e representou o Brasil na 72ª edição do concurso Miss Universo que aconteceu em 18 de novembro de 2023 em El Salvador.

## Biografia
De ascendência indígena, italiana e portuguesa, Maria provém da cidade de Rio Grande. É modelo desde os 16 anos de idade, estudante de jornalismo e, segundo o portal GZH, gosta de praia, surfe, beach tennis, vôlei, handebol e dança, além de ser atriz e artista plástica.

## Concursos de beleza
Segundo o GZH, ela teria se preparado durante dois anos para particpar dos concursos.

### Miss Rio Grande do Sul
Em maio de 2023 Maria venceu o Miss Rio Grande do Sul de forma unânime, desbancando outras 21 concorrentes. "Se pudesse resumir em uma palavra seria surpresa. Eu tinha grandes expectativas, por ter feito uma preparação muito intensa, mas a questão da unanimidade foi surpreendente", disse ela para o GZH.
Ela foi a primeira de seu município a vencer o concurso estadual e disse para o Correio do Povo posteriormente: "a preparação começa já. É uma grande responsabilidade carregar o título de miss RS, pois já tivemos 14 misses Brasil. Irei me dedicar em tempo integral e não medirei esforços para ser a décima quinta".

### Miss Brasil
No dia 08 de julho de 2023, derrotando outras 26 concorrentes, ela venceu o Miss Brasil Universo aos 19 anos de idade. Entre os destaques de Maria estavam seu traje típico, em alusão à "Chama Crioula". Segundo o Caderno Donna "o traje era composto por uma longa capa, com iluminação interna e um maiô com brilhos em laranja, amarelo e vermelho. Botas, luvas, brincos e uma coroa completavam o look". Além disso, ela usou seu projeto social, Maria Brasileira, como sua plataforma social, definindo-o como "uma Maria para representar todas as Marias do Brasil".

#### Resposta final
Maria respondeu à pergunta "como você acredita que as misses podem utilizar sua influência e plataforma para combater o hate nas redes sociais e promover um ambiente online mais seguro e inclusivo para todas as pessoas?", dizendo: "É muito importante falar sobre a questão de cyberbullying porque, além de ser um crime, isso afeta muitas pessoas nas redes sociais. Nós vemos que as redes sociais não têm um controle, então qualquer pessoa pode comentar qualquer coisa e assim afetar diversos indivíduos. O discurso de ódio nas redes sociais é algo real e que precisa ser cuidado e é sim trabalho de uma miss usar a sua fala e a sua influência para mudar essa história. Eu hoje trabalho nas minhas redes sociais com esse discurso de amor ao próximo, independente do seu credo, da sua raça, independente do que acredita. Defendo acima de tudo o amor e que isso transpareça nas redes sociais. É nosso trabalho mudar isso, além de como miss, como uma mulher e atuante na sociedade".

### Miss Universo 2023
Em 18 de novembro de 2023, ela competiu contra outras 83 candidatas pelo título de Miss Universo 2023, que foi realizado no Ginásio Nacional José Adolfo Pineda, San Salvador, El Salvador. A competição foi vencida por Sheynnis Palacios, da Nicarágua.
Brechane não conseguiu se classificar entre as 20 semifinalistas do concurso. Este foi o terceiro ano seguido em que uma representante do Brasil não avança para as semifinais.

### Coroação de sucessora no Miss Brasil 2024
Em 2023, a então diretora nacional do concurso de Miss Brasil, Marthina Brandt, anunciou a saída de sua gestão. Em 2024, Gerson Antonelli assumiu o cargo e houve uma troca na equipe geral do licenciado.
Como atual Miss Brasil e titular cessante, se era esperado que Brechane coroasse sua sucessora no Miss Brasil 2024. Porém, houve um desentendimento entre a ex-organização e a atual sobre os direitos de imagem da modelo, resultando assim, no não comparecimento de Maria no evento.

Apesar disso, Brechane gravou um vídeo em sua página oficial do Instagram, despedindo-se de seu reinado. O Miss Brasil 2024 aconteceu em 19 de setembro de 2024, na cidade de São Paulo, Luana Cavalcante, do Pernambuco, venceu o certame.